# Comarit

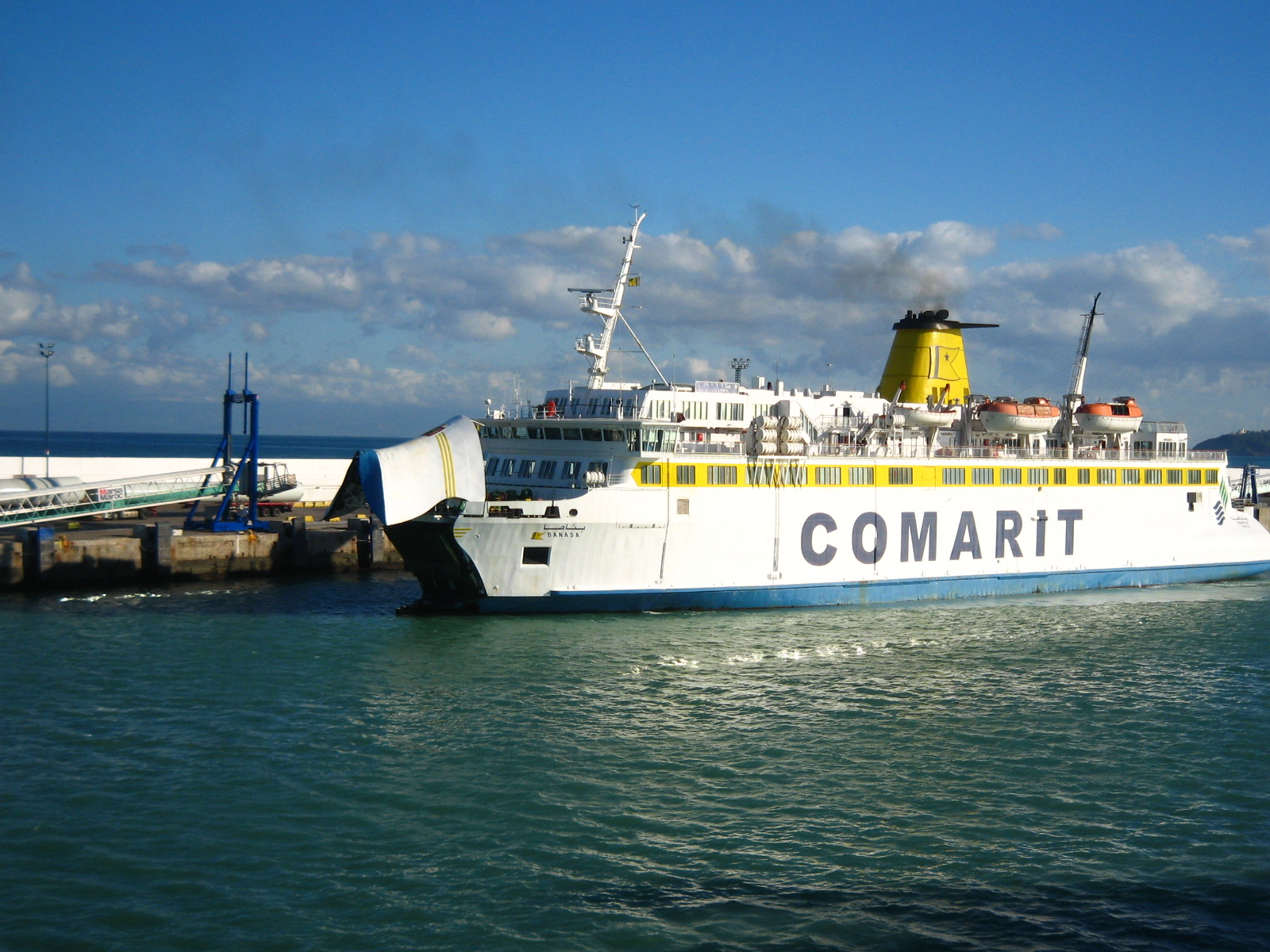
MS Banasa komt aan in Tanger

Comarit was een Marokkaanse rederij die veerdiensten onderhield tussen Spanje, Frankrijk en Italië in Europa en een aantal havens in Marokko: Nador en Tanger. De rederij had zeven normale veerboten en twee hogesnelheidsveerboten in de vaart. Het bedrijf staakte zijn activiteiten in 2012 en werd in 2014 geliquideerd.
Overtochten met dit bedrijf waren in trek bij vooral in Frankrijk wonende Marokkanen omdat Comarit, samen met zusterbedrijf Comanav, de enige maatschappij is die directe diensten vanuit Frankrijk naar Noord-Marokko aanbood.

## Het bedrijf
Comarit was een van oorsprong Marokkaanse rederij met kantoor in Tanger en rond 2007 was het de bedoeling dat het bedrijf, samen met Comanav zou overgaan van de Spaans-Franse groep CMA-CGM naar rederij Balearia maar in 2009 kreeg de Noorse rederij Fred Olson & Co. de meerderheid van de aandelen in handen.. In 2009 werd dit aandeel doorverkocht aan hun Marokkaanse partner voor 700 miljoen Marokkaanse dirham zodat het toen weer een 100% Marokkaans bedrijf werd.
De Spaanse tak Comarit España S.L. heeft zijn hoofdkantoor in Algeciras. Zusterbedrijven zijn Comanav en Lineas Marítimas Europeas. In februari 2009 nam Comarit de Marokkaanse rederij Comanav over van het Franse CMA-CGM voor 80 miljoen euro.

## Geschiedenis
Alle diensten van Comanav werden uitgevoerd door Comarit, maar de geschiedenis van Comanav gaat terug tot 1946.

### Comanav
Comanav, welke naam staat voor Compagnie marocaine de navigation werd in 1946 opgericht in Marokko. In 1975 kwam het met een voorstel aan de in Frankrijk wonende Marokkaanse gemeenschap om een directe veerdienst te gaan openen naar Marokko en startte de lijn Tanger naar Sète.
In 1998 breidde de maatschappij haar lijnen uit door ook routes naar de haven van Nador te gaan exploiteren.
In 2007 werd het bedrijf geprivatiseerd en verkocht de Marokkaanse overheid haar aandeel aan het Franse conglomeraat CGA-CGM. Dit bedrijf besloot echter dat het de activiteiten wilde toeleggen op de exploitatie van havens en de activiteiten werden verkocht aan de combinatie Comarit/Comanav waarin de Noorse rederij Fred Olson & Co. een groot belang had. Rond 2009 is dit belang weer verkocht aan Marokkaanse investeerders.

### Comarit
De naam Comarit wordt gevormd door Compagnie maritime en het bedrijf is gespecialiseerd in het (zee)vervoer van passagiers en vracht tussen Marokko en Zuid-Europa (Frankrijk, Italië en Spanje).
De Italiaanse partner Grand Navi Veloci kondigde in de voorgaande jaren regelmatig driehoeksverbindingen aan tussen Italië, Marokko en Algerije, maar tot aan 2009 werden deze plannen nimmer werkelijkheid.
Rond 2009 werden de activiteiten van Comarit en Comanav samengevoegd in het bedrijf "Comanav/Comarit". Omdat de overname door Balears Ferry niet doorging en moederbedrijf CMA-CMG zich wilde toeleggen op havendiensten, werd een meerderheidsbelang verkocht aan Fred Olson, een Noorse rederij op het gebied van ferry's en cruises. Later werd dit meerderheidsbelang weer doorverkocht aan Marokkaanse investeerders.

## Veerdiensten Comarit
De Spaanse rederij onderhield verschillende lijndiensten:
| Van               | naar                | Frequentie   | Vaartijd    | Bijzonderheden   |
| ----------------- | ------------------- | ------------ | ----------- | ---------------- |
| - Haven van Nador | - Sète              | 2 tot 3/week | 30-34 uur   | normale veerboot |
| - Haven van Nador | - Haven van Almería | 1/dag        | 7 uur       | normale veerboot |
| - Tanger Med      | - Algeciras         | 5 tot 10/dag | 2 tot 3 uur | normale veerboot |
| - Tanger Med      | - Genua             | 1 tot 2/week | 48 uur      | normale veerboot |
| - Tanger Med      | - Sète              | 2/week       | 30-35 uur   | normale veerboot |
| - Tanger          | - Tarifa            | 5 tot 8/dag  | 0,6 uur     | fast ferry       |

## Vloot
Comarit had de volgende schepen in de vaart:
Indien waarden als gevolg van een verbouwing gewijzigd zijn dan staan de oude waarden tussen haakjes en/of op een volgende regel. Onder het kopje 'bouwjaar' staat eerst het bouwjaar vermeld en vervolgens de (laatste) grote verbouwing.

### Huidige vloot Comarit
| Scheepsnaam  | type               | Bouwjaar laatste verbouwing | LxBxD in meters     | Passagiers max/min | Voertuigen max/min  | Tonnage | Werf (bouwnr)                                | Bijzonderheden of route                                |
| ------------ | ------------------ | --------------------------- | ------------------- | ------------------ | ------------------- | ------- | -------------------------------------------- | ------------------------------------------------------ |
| Banasa       | ro-ro              | 1975/1985                   | 115,35x20,6x4,9     | 1500 (1453)        | 410                 | 11668   | Helsingør Værft, Denemarken (#405)           | Tanger-Algeciras                                       |
| Berkane      | ro-ro              | 1976 / 2004                 | 155 x 27,6 x 6,4    | 1936 (1716)        | 500 (436)           | 14918   | Chantiers Dubigeon S.A., Frankrijk (#146)    | Nador-Almeria                                          |
| Bladi        | ro-ro              | 1980 -1991                  | 164,4 x 21,9 x 5,9  | 1604 (1250)        | 500 (453)           | 18913   | Chantiers Dubigeon S.A., Frankrijk (#161)    | Tanger-Seté                                            |
| HSC Bissar   | hi-speed catamaran | 2000                        | 72 x 17,5 x 2,75    | 620                | 70                  | 2764    | Austal Ships, Australië (#86)                | Tanger (city)-Tarifa snelheid: 40 knopen               |
| HSC Boraq    | hi-speed catamaran | 2000                        | 72 x 17,5 x 2,75    | 620                | 70                  | 2764    | Austal Ships, Australië (#87)                | Tanger (city)-Tarifa snelheid: 40 knopen               |
| Boughaz      | ro-ro              | 1974                        | 117,7 x 17,3 x 4,7  | 1200               | 220                 | 8257    | Jos L. Meijer, Duitsland (#573)              | Tanger-Algeciras                                       |
| East-Express | vracht-ferry       | 1984                        | 121,5 x 21,0 x 5,3  | 12                 | 49                  | 9071    | Santierul Naval Galatz S.A., Roemenië (#767) | Tanger-Algeciras vh naar Kanaaleilanden                |
| MV Oleander  | ferry              | 1980                        | 132,5 x 22,7 x 5,72 | 1328               | 127 (+42 opleggers) | 13728   | Schichau Unterweser AG, (#2281)              | Tanger-Algeciras gebouwd als: Pride of Free Enterprise |

### Huidige vloot Comanav
| Scheepsnaam         | TYPE  | Bouwjaar (laatste verbouwing) | LxBxD in meters                       | Passagiers max/min | Voertuigen max/min | Tonnage          | Werf (bouwnr)                                         | Bijzonderheden                     |
| ------------------- | ----- | ----------------------------- | ------------------------------------- | ------------------ | ------------------ | ---------------- | ----------------------------------------------------- | ---------------------------------- |
| MF Al Mansour       | ro-ro | 1975                          | 120,85x19,09x5,76                     | 1200               | 500                | 5781             | Reederei Bertram Rickmers GmbH & Cie., Germany (#382) | Tanger-Algeciras                   |
| MF Bni Nsar         | ro-ro | 1972 (1991)                   | 160 x 22,86 x 5,5 (was:150x22,81x5,3) | 1700 (was:1185)    | 500                | 14015 (was:6987) | Kanda Shipbuilding, Japan (#170)                      | Tanger-Genua was Marrakesh Express |
| M/F Ibn Batouta     | ro-ro | 1981                          | 129,62 x 20,06 x 5,01                 | 1350               | 280                | 12711            | Harland and Wolff, Belfast (#1716)                    | Tanger-Algeciras                   |
| M/F Marrakesh       | ro-ro | 1986                          | 126,77 x 20,35 x 5,5                  | 624                | 224                | 11515            | Alsthom Atlantique, Saint Nazaire, France (#28)       | Tanger-Sete                        |
| M/F Mistral Express | ro-ro | 1981                          | 145,01 x 25,81 x 6,34                 | 2380               | 680                | 20145            | Chantiers Dubigeon S.A.,France (#162                  | route onbekend                     |

### Voormalige schepen
De volgende, voormalige Comarit-schepen, zijn niet meer in gebruik bij deze maatschappij
M/F Badis (1973)
M/F Bismillah (1971)
HSC Highspeed 2 (2000)
M/F Primrose (1975)
M/F Rostock (1981)
M/F Sara I (1974)
en voor Comanav:
M/F Marrakesh Express (hernoemd naar Bni Nsar)